# Phaenandrogomphus treadawayi
Phaenandrogomphus treadawayi – gatunek ważki z rodziny gadziogłówkowatych (Gomphidae). Endemit Filipin; prawdopodobnie występuje jedynie na wyspie Busuanga na zachodzie kraju.